# Marie Portolano
Pour les articles homonymes, voir Portolano.
Marie Portolano, née le 2 novembre 1985 à Paris, est une journaliste sportive et présentatrice de télévision française.
Elle présente, tout d'abord des journaux et des émissions sur les chaînes Orange sport info, CFoot et Bein Sport avant de rejoindre le Groupe Canal+. Elle participe au Canal Football Club de 2014 à 2018 puis présente l'émission omnisports Canal Sports Club du 25 août 2018 au 6 mars 2021.
Dans le Groupe M6 à partir de 2021, elle présente 100 % foot et anime des émissions musicales et de divertissement ainsi que Le Meilleur Pâtissier de 2021 à 2023.
Entre août 2023 et juillet 2024, elle présente l'émission Télématin sur France 2 avec Thomas Sotto.

## Biographie

### Jeunesse
En 1998, sa mère est nommée directrice de la société du Gaz de Strasbourg. La famille passe deux ans en Alsace. Elle va alors régulièrement au stade de la Meinau supporter le Racing Club de Strasbourg.
Elle obtient une maîtrise de cinéma à la Sorbonne puis rédige un mémoire sur David Cronenberg avant d'effectuer un stage à Première. À 19 ans, elle part six mois sac au dos en Afrique du Sud, au Cap. Lorsqu'elle revient en France, elle décide de se tourner vers le journalisme.

### Vie privée
Elle a un fils, prénommé James, né le 31 décembre 2014 dont le père est Léo Grandperret.
En avril 2017, elle confirme sa relation avec l'acteur, humoriste et producteur français Grégoire Ludig, sur le plateau de l'émission Il en pense quoi Camille ? de la chaine C8,. Marie Portolano et Grégoire Ludig se sont mariés en juin 2019. En 2022, elle devient mère d'un deuxième garçon,. Le 12 mars 2024, on apprend qu'elle est à nouveau enceinte d'une fille et qu'elle ne pourra pas couvrir les Jeux olympiques de Paris 2024.

### Carrière journalistique
Elle commence sa carrière en 2008 chez LCI avant de rejoindre Eurosport début 2009. En 2009, elle effectue également un stage aux Inrockuptibles. En 2010, elle est recrutée pour présenter les journaux d'informations sportives sur la chaîne Orange sport Info. En juillet 2011, elle présente des journaux d'une demi-heure à 19 h 15 et à 23 h sur la chaîne de la Ligue de football professionnel, CFoot.
Lors de l'arrêt de Cfoot en mai 2012, elle est recrutée par la chaîne d'Al Jazeera Sport France, beIN Sport où elle coanime Lunch Time du lundi au jeudi avec Darren Tulett et Le Grand Stade avec Mary Patrux. À partir de février 2014, elle prend seule les commandes de l'émission Sports à la Une le dimanche sur BeIN Sports, une émission qui revient sur l'actualité de la semaine, mais qui propose également tout l'avant-match de l'affiche de Ligue 1 de 14 h.
À la rentrée d'août 2014, elle rejoint l'équipe du Canal Football Club présentée par Hervé Mathoux, tous les dimanches sur Canal+ en tant que journaliste et présente les Samedi sport en direct depuis les terrains de Ligue 1 pour la rencontre de 17 h.
Elle présente de 2015 à 2017 l'émission Jour de foot. C'est la première femme à présenter ce programme historique de Canal depuis Nathalie Iannetta.
En plus de ses émissions de football, Canal+ lui offre en début de saison 2015-2016 la présentation de Fight + Le Mag, dédié aux sports de combats, une émission hebdomadaire diffusée tous les mardis sur Canal+ Sport.
En novembre 2015, elle devient chroniqueuse de l'émission Touche pas à mon sport !  sur D8 présentée par Estelle Denis.
Pendant l'Euro de football 2016, elle participe régulièrement à l'émission 20h Foot diffusée sur I-Télé.
De septembre 2016 à juin 2017, elle présente le vendredi l'émission 19H30 Sport diffusée à 19 h 30 en direct et en public sur Canal+ Sport. À partir du 10 mars 2017, l'émission est renommée 19H30 Foot. L'émission s'arrête en juin 2017.
Le 15 septembre 2017, elle présente avec Hervé Mathoux et Benjamin Castaldi, le grand concert célébrant l'obtention des Jeux olympiques d'été de 2024 par Paris. Se déroulant sur le parvis de l'Hôtel de Ville, il est retransmis en direct à partir de 21 heures en simultané sur C8 et RFM.
En juin 2018, elle anime Le RFM Music Show, toujours sur C8.
Après quatre saisons sur le plateau du Canal Football Club sur Canal+, la journaliste quitte l'émission en 2018 pour présenter le Canal Sports Club, émission omnisports diffusée le samedi à 19 h sur Canal+ après l'affiche de Ligue 1 de 17 h.
Du 10 juin au 5 juillet 2019, elle anime avec Karim Bennani L'Info du sport. L'émission, diffusée quotidiennement à 20 h sur Canal+, revient sur l'actualité de la coupe du monde féminine de football pendant une heure, mais également sur l'ensemble des autres actualités sportives.
Le 25 novembre 2020, une « Tribune contre la violence » imaginée par la LFP, à laquelle elle participe, est dévoilée à l’occasion de la journée internationale contre les violences faites aux femmes.
En mars 2021, elle quitte Canal+ pour rejoindre M6.
En 2021, elle réalise avec Guillaume Priou un documentaire sur le sexisme dans le journalisme sportif intitulé Je ne suis pas une salope, je suis une journaliste et diffusé le 21 mars 2021 à 18 h sur Canal+,. Elle y donne la parole à une quinzaine de ses consœurs, dont Clémentine Sarlat, Estelle Denis, Isabelle Ithurburu, Cécile Grès, Nathalie Iannetta, Charlotte Namura ou Laurie Delhostal, pour évoquer la place des femmes dans le journalisme sportif et le sexisme qui traîne dans les rédactions. En septembre 2021, ce documentaire se voit distinguer par le Prix Enquête et Reportage aux Assises du journalisme dont le jury est présidé par le journaliste Patrick Cohen.
De 2021 à 2023, elle anime Le Meilleur Pâtissier sur M6.
Le 10 juin 2023, selon une information du Parisien, confirmée ensuite par Pure Médias, on apprend qu'elle quitte M6, pour rejoindre France 2 et animer Télématin avec Thomas Sotto, en remplacement de Julia Vignali, qui récupère l'animation d'Affaire conclue.
Le 4 juillet 2024, on apprend qu'elle quitte Télématin après seulement une saison, dans le but d'évoluer professionnellement, elle sera remplacée par Flavie Flament. Elle cite notamment les horaires matinaux de l'émission.

## Émissions

### Télévision
- 2010 : journaux d'informations sportives sur Orange sport Info
- 2011-2012 : journaux d'une demi-heure à 19 h 15 et à 23 h sur CFoot
- 2013 : Lunch Time sur Bein Sport
- 2013 : Le Grand Stade avec Mary Patrux sur Bein Sport
- 2014 : Sports à la Une sur Bein Sport
- 2014-2018 : Canal Football Club sur Canal+ : coprésentation avec Hervé Mathoux
- 2015-2017 : Jour de foot sur Canal +
- 2015-2016 : Fight + Le Mag sur Canal+ Sport
- 2015-2016 : Touche pas à mon sport ! sur D8 : chroniqueuse
- 2016 : 20h Foot sur I-Télé : chroniqueuse
- 2016-2018 : 19h30 Sport sur Canal+ Sport
- 2017 : Paris à nous les Jeux ! Le grand concert sur C8 : coanimation avec Hervé Mathoux et Benjamin Castaldi
- 2017 : Il en pense quoi Camille ? sur C8 : chroniqueuse
- 2018-2021 : Canal Sports Club sur Canal+
- 2018 : Le RFM Music Show sur C8
- 2019 : L'Info du sport : coprésentation avec Karim Bennani sur Canal+
- 2021 : Je ne suis pas une salope, je suis une journaliste : documentaire réalisé avec Guillaume Priou et diffusé sur Canal+
- 2021 : interview de Didier Deschamps sur M6 et TF1 avec Nathalie Iannetta
- 2021-2023 : 100% Foot sur M6 et W9
- 2021 : La Soirée extraordinaire sur M6
- 2021 : Les stars voyagent dans le temps au Puy du Fou sur M6
- 2021 : Etam Live Show 2021 sur W9
- 2021 : Jean-Jacques Goldman : la grande soirée anniversaire sur M6
- 2021-2023 : Le Meilleur Pâtissier sur M6
- 2021 : Les 20 chansons préférées de 2021 sur M6
- 2022 : Les 500 chansons préférées des Français de 1980 à 2022 sur M6
- 2023 : Aidons nos fermes sur M6
- 2023-2024 : Télématin sur France 2 avec Thomas Sotto du lundi au jeudi
- 2023 : La Grande Soirée du 31 de Paris sur France 2, avec Stéphane Bern
- 2024 : Changer de job, le grand saut sur M6[29]
- 2024 : Des blouses pas si blanches : enquête sur les violences sexistes et sexuelles à l'hôpital, documentaire sur M6 : coprésentation avec Marine Lorphelin
- 2024 : Qui dort, perd ! La grande expérience du sommeil sur France 2 : coprésentation avec Michel Cymes
- Depuis 2025 : Infrarouge sur France 2
- Depuis 2025 : La Maison des Maternelles sur France 4

### Radio
- 2021 : Portolanolympique sur RTL

## Filmographie
Sauf indication contraire, les informations mentionnées dans cette section peuvent être confirmées par les bases de données cinématographiques  présentes dans la section « Liens externes ».

### Actrice
- 2010 : Hasta la vista Fanfan (court métrage) d'Anissa Bonnefont
- 2022 : Scènes de ménages (soirée 35 ans M6 : tous en scène !)[réf. nécessaire]
- 2024 : En place (série télévisée) de Jean-Pascal Zadi et François Uzan : elle-même (saison 2)

### Réalisatrice
- 2021 : Je ne suis pas une salope, je suis une journaliste (téléfilm documentaire)

## Autres activités
Elle crée en 2009 une société de management d'artistes avec Rémy Solomon. Cette société s'appelle aujourd'hui Santo Muerte et développe des artistes comme Blackfeet Révolution, MMG, Vim Cortez.

## Publications
- Je suis la femme du plateau, éditions Stock, 13 mars 2024, 154 p. (ISBN 978-2234093850).